# Raga (muzyka)

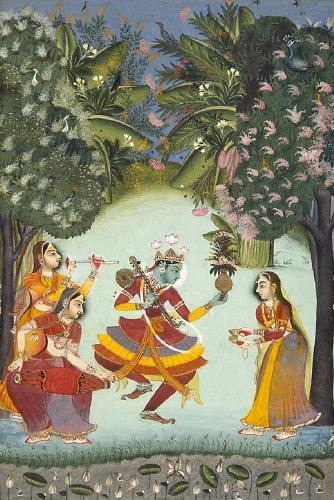
Wasant ragini (raga wiosenna) – XVIII-wieczna miniatura radżpucka, przedstawiająca Krysznę tańczącego z pasterkami

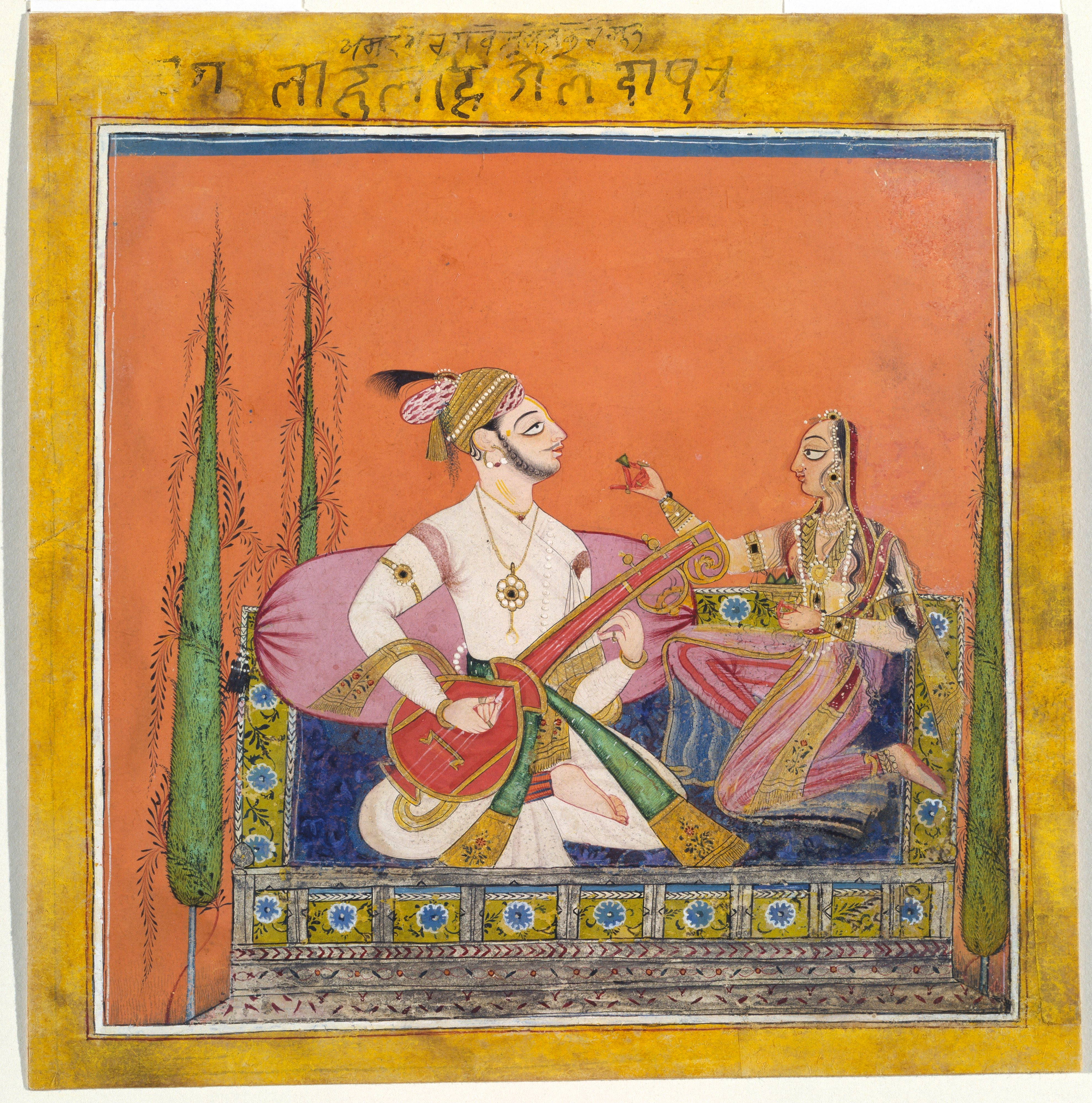
Ragaputra Velavala, raga Bhairavi, malarstwo w stylu Basohli

Raga (z sanskrytu: राग, rāga) – w klasycznej muzyce indyjskiej typ melodii i tonu o charakterystycznym wyrazie emocjonalnym, stanowiący podstawę do improwizacji muzycznej. Utwory klasyfikowane są jako męskie (raga) i żeńskie (ragini), odpowiadają im określone bóstwa, często przedstawiane w formie artystycznej, nazywane również raga lub ragini.
Skodyfikowane ragi stanowią kanon w muzyce indyjskiej. Klasyczna raga rozpoczyna się preludium zwanym alapem, o bardzo zróżnicowanej długości w zależności od nastroju muzyka, wykonywanego bez akompaniamentu instrumentów perkusyjnych. Raga właściwa, o nazwie gat rozpoczyna się z chwilą wejścia bębna, ustalającego od tej chwili rytm i tempo utworu. Rytm organizowany jest wokół coraz bardziej złożonych tematów. Tempo wzrasta zazwyczaj pod koniec utworu. Pełna raga składa się z czterech części, określanych na Północy nazwami sthai, antara, sańćari i abhog; na Południu odpowiadają im: pallavi, anupallavi, ćaran i ponownie pallavi. W pierwszej części podejmuje się główny temat, w drugiej – dodatkowy, zwykle w wyższych rejestrach, w trzeciej następuje rozwój obu tematów, czwarta to zakończenie. Ze względu na tradycję improwizacji i wprowadzanie częstych modyfikacji często bywa stosowane płynne przejście od jednej ragi do kolejnej. Ciąg takich następujących po sobie utworów określany jest nazwą ragamala („girlanda rag”). W takich przypadkach koncert może trwać wiele godzin, poszczególne utwory oddają zmieniający się nastrój pory dnia i nocy. Tradycyjnie z jednej męskiej ragi wyprowadzano pięć pochodnych utworów „żeńskich” – symbolicznie pięć żon boga.